# Jenny Dreifuß

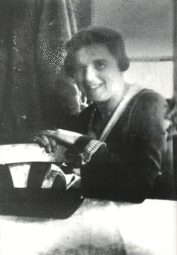
Jenny Dreifuß

Jenny Dreifuß (geb. 26. Juni 1893 in Nonnenweier; gest. 22. Oktober 1940 in Mannheim) wurde als eine der ersten Frauen in Deutschland an einer Universität zugelassen. 

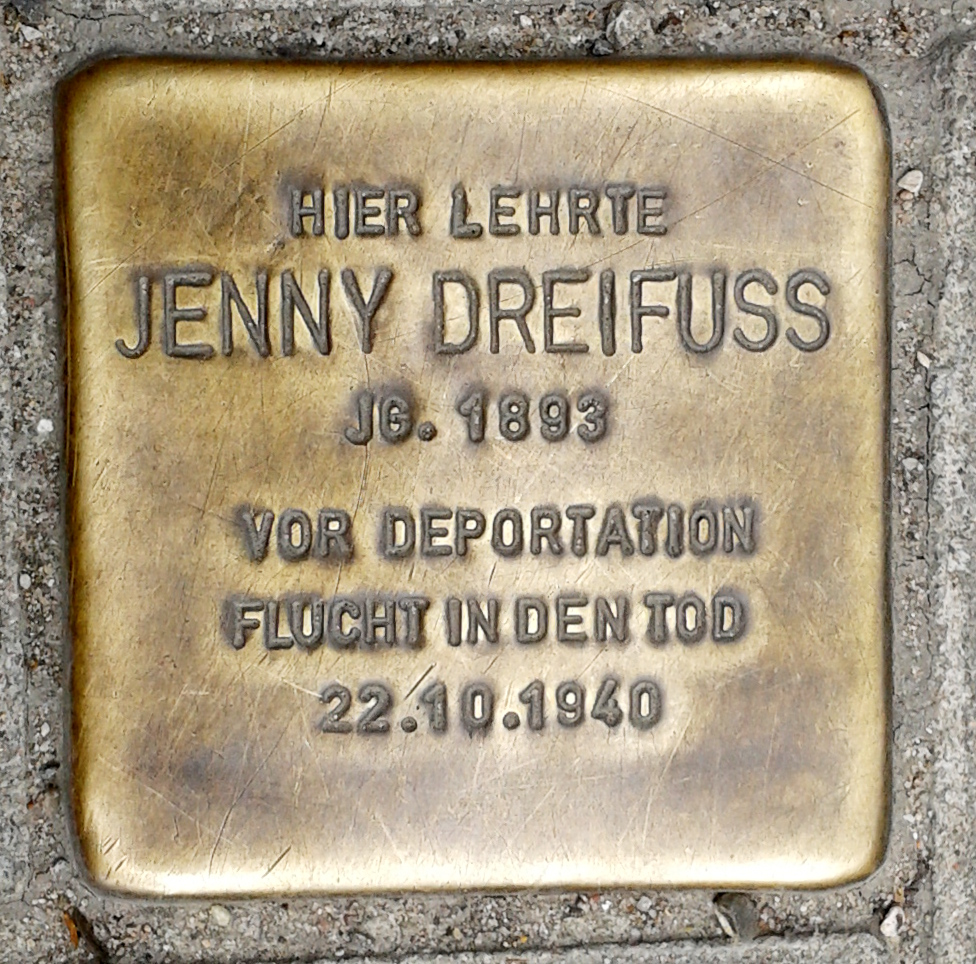
Stolperstein für Jenny Dreifuß in Mannheim (Adresse: D7, 8)

Sie studierte ab 1912 Deutsch, Englisch und Französisch an der Albert-Ludwigs-Universität Freiburg und legte 1916 die Prüfung für das höhere Lehramt erfolgreich ab. Im Jahr 1918 wurde sie promoviert. Ihr Lehramtspraktikum absolvierte sie in Bruchsal, danach wechselte sie 1924 an die höhere Mädchenschule in Mannheim und wurde im April 1928 auf eine Professorenstelle an der dortigen Hans-Thoma-Schule versetzt. 
Im Jahr 1933 wurde sie nach den Bestimmungen des sogenannten Gesetzes zur Wiederherstellung des Berufsbeamtentums als Jüdin vorzeitig in den Ruhestand versetzt. Nachdem 1934 auch in Mannheim eine jüdische Schule eingerichtet worden war, wurde Jenny Dreifuß als Lehrerin an der jüdischen Schule eingesetzt. 
Jenny Dreifuß sollte im Rahmen der sogenannten Wagner-Bürckel-Aktion nach Gurs in Südfrankreich deportiert werden. Der Deportation entzog sie sich durch Freitod am 22. Oktober 1940, indem sie den Gashahn öffnete. 